# Cloître Santa Maria a Caponapoli
Le Cloître Santa Maria a Caponapoli, appelé aussi le Cloître de la Maternité, est un cloître monumental de Naples, adjacent à l'église Santa Maria delle Grazie Maggiore a Caponapoli. Son deuxième nom est donné par l'inscription sur le portique de l'entrée à toutes les femmes enceintes.

## Historique
De plan rectangulaire, il est délimité par six arcs sur quatre reposant sur des piliers de piperno. Les voûtes sont ornées de décorations florales et de motifs orientaux, tandis que les fresques des lunettes représentent quelques-uns des épisodes de la vie de Sant'Onofrio. 
Dans le cloître se réunissaient les membres de l'Accademia degli Oziosi, parmi lesquels Giovanni Battista Marino, Giovanni Battista Della Porta et Ascanio Filomarino.
L'époque de fondation de l'édifice remonte au XVIe siècle, œuvre des Eremitani Girolamini, également appelé les Pisans de par leur origine. L'Ordre est resté jusqu'à l'année 1799; avec la décennie des Français, sous le règne de Joachim Murat a commencé la suppression progressive du monastère, qui, en 1809, fut annexé au Complexe des Incurables, dont il fit partie.

## Autres images

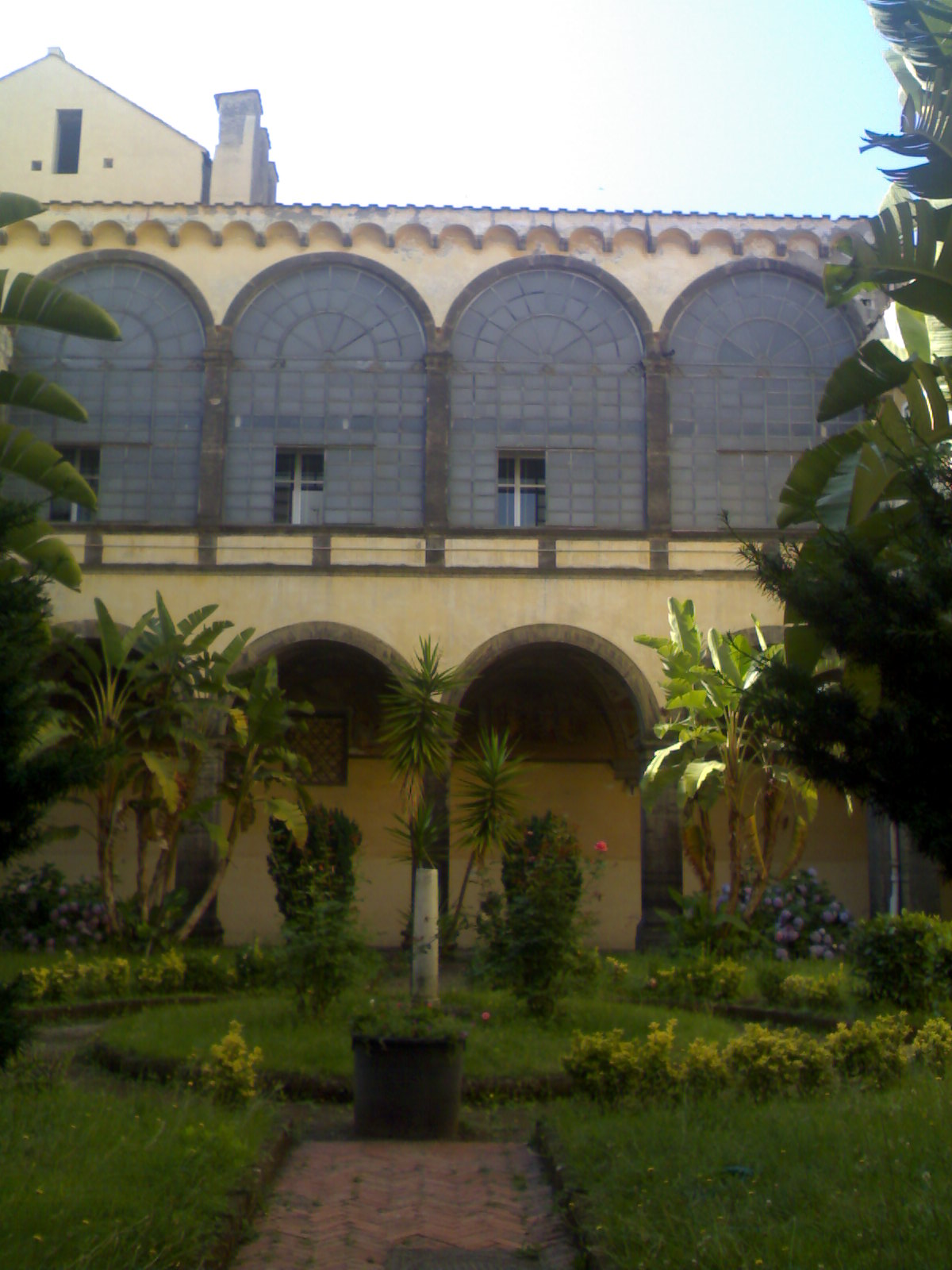
Le cloître
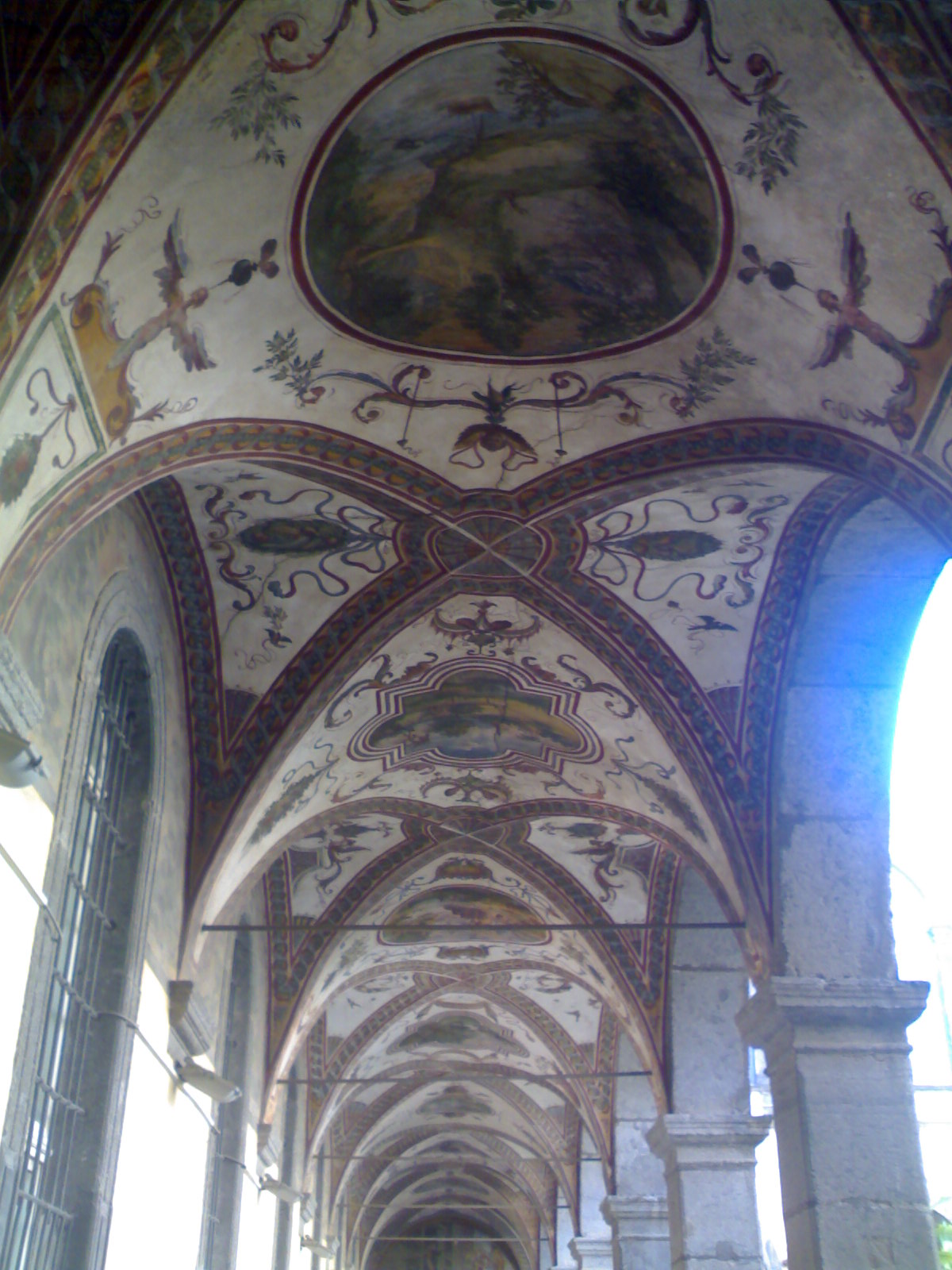
Fresques des voûtes
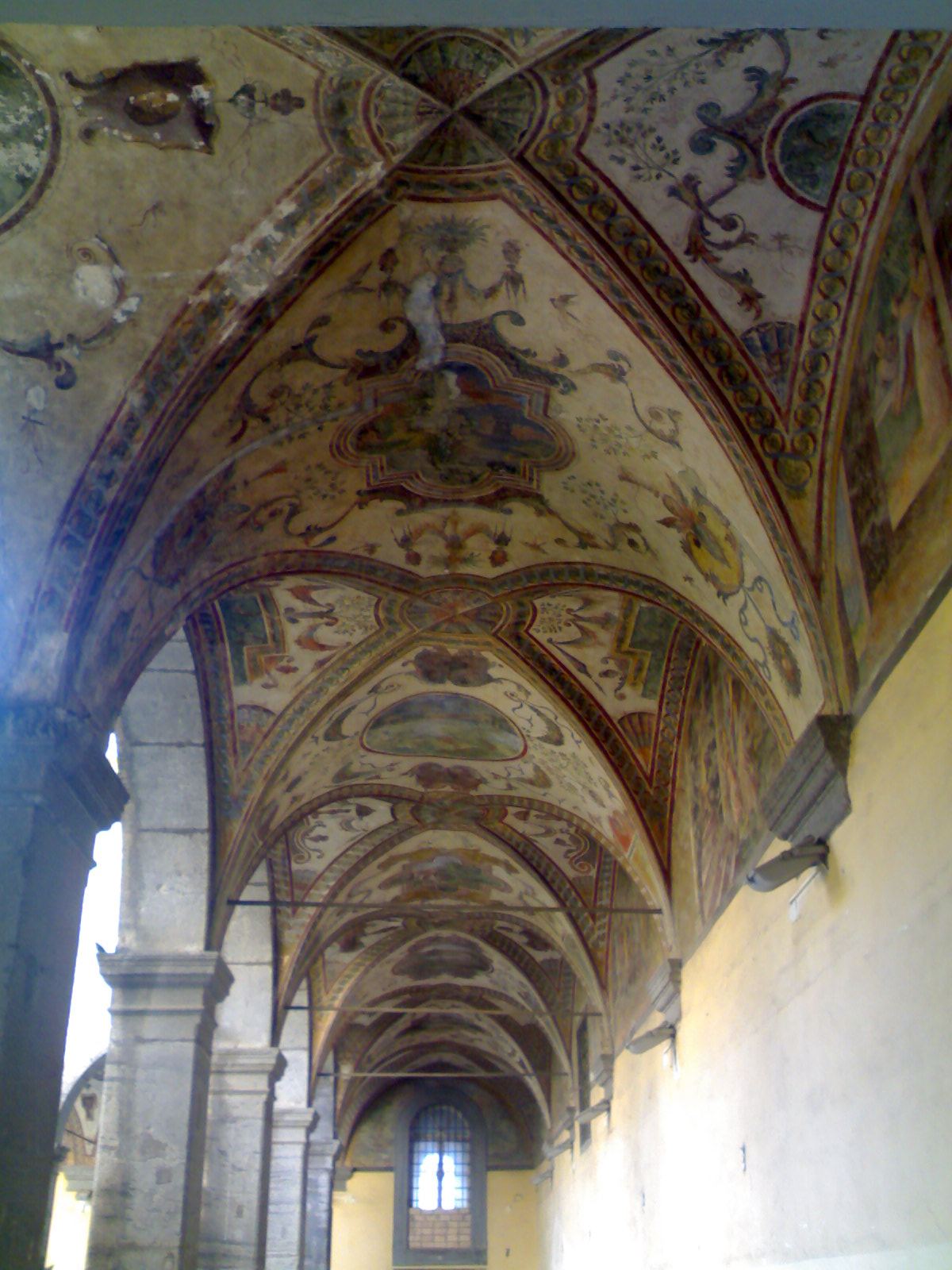
D'autres fresques des voûtes